# مارتن فيشر (تنس)
مارتن فيشر (بالألمانية: Martin Fischer)‏ مواليد 21 يوليو 1986 في دورنبيرن، هو لاعب كرة مضرب نمساوي سابق بدأ مسيرته كمحترف سنة 2005 وكان يلعب باليد اليمنى، اعتزل اللعب في 2015. أعلى تصنيف له في الفردي كان المركز الـ 117 في سنة 2010. أعلى تصنيف له في الزوجي كان المركز الـ 119 في سنة 2010.

## وصلات خارجية
- مارتن فيشر على موقع رابطة محترفي التنس (الإنجليزية)
- مارتن فيشر على موقع الاتحاد الدولي لكرة المضرب (الإنجليزية)
- مارتن فيشر على موقع كأس ديفيز (الإنجليزية)
- مارتن فيشر على موقع خلاصة التنس.كوم (الإنجليزية)
- مارتن فيشر على موقع إي إس بي إن.كوم (الإنجليزية)
- الموقع الرسمي